# Hendrik II van Brunswijk-Wolfenbüttel
Hendrik II van Brunswijk-Wolfenbüttel, bijgenaamd de Jongere (Wolfenbüttel, 10 november 1489 – aldaar, 11 juni 1568), was van 1514 tot aan zijn dood hertog van Brunswijk-Wolfenbüttel. Hij behoorde tot het Middelste Huis Brunswijk.

## Levensloop
Hendrik II was de derde zoon van hertog Hendrik I van Brunswijk-Wolfenbüttel en diens echtgenote Catharina, dochter van hertog Erik II van Pommeren. 
In 1514 volgde hij zijn vader op als hertog van Brunswijk-Wolfenbüttel. Hij begon al snel de Hildesheimse Stiftsoorlog tegen het prinsbisdom Hildesheim onder leiding van Johan van Saksen-Lauenburg, tegen wie hij in 1519 de Slag bij Soltau verloor. Hendrik II kon echter profiteren van de hulp van keizer Karel V, die de steun van Hendrik had gekregen bij zijn verkiezing tot keizer van het Heilige Roomse Rijk, waardoor het bisdom in 1523 grote gebieden moest afstaan aan Brunswijk-Wolfenbüttel. Hendrik bleef loyaal aan de keizer tijdens de Duitse Boerenoorlog en in 1528 assisteerde hij Karel in de Oorlog van de Liga van Cognac tegen koning Frans I van Frankrijk.
Hoewel Hendrik aanvankelijk tegen het protestantisme aanleunde en in 1530 delen van de Confessio Augustana ondersteunde, bleef hij katholiek. Later raakte hij echter betrokken in een aanslepend conflict met het protestantse keurvorstendom Saksen en protesteerde hij scherp tegen de bekering van de hertogen van Brunswijk-Calenberg tot het protestantisme. In 1541 viel hij de protestantse stad Goslar aan, omdat hij de controle wilde verkrijgen over de vruchtbare mijnen van Rammelsberg. Toen keurvorst Johan Frederik I van Saksen, landgraaf Filips I van Hessen en andere protestantse vorsten van het Schmalkaldisch Verbond Goslar in 1542 te hulp kwamen, slaagden ze erin om Brunswijk-Wolfenbüttel volledig te bezetten. Hendrik moest hierdoor naar het hertogdom Beieren vluchten. 
In 1545 rekruteerde hij met de steun van keizer Karel V een leger en kon hij bepaalde delen van Brunswijk-Wolfenbüttel heroveren. In oktober 1545 werd hij echter door troepen van Filips I van Hessen gevangengenomen. Nadat Karel V in 1547 het Schmalkaldisch Verbond versloeg in de Slag bij Mühlberg, werd Hendrik terug vrijgelaten en hersteld als hertog van Brunswijk-Wolfenbüttel. In 1550 werd zijn hertogdom opnieuw bezet, ditmaal door huurtroepen van graaf Volrad van Mansfeld, en moest Hendrik naar de keizerlijke troepen in Metz. Hij kon echter al snel terugkeren. In 1553 sloot hij een alliantie met keurvorst Maurits van Saksen tegen markgraaf Albrecht Alcibiades van Brandenburg-Kulmbach. Dit resulteerde in de bloedige Slag bij Sievershausen, waarbij zowel Maurits als de twee oudste zonen van Hendrik II sneuvelden. Desondanks won Hendrik de veldslag.
Door de dood van zijn twee oudste zonen werd zijn jongste zoon Julius de nieuwe erfopvolger van Brunswijk-Wolfenbüttel. Dat beviel Hendrik niet, omdat Julius lichamelijk zwak was en sympathiseerde met het protestantisme. Hij deed verschillende pogingen om zijn zoon uit te sluiten van erfopvolging, maar dit mislukte. 
In juni 1568 stierf Hendrik II op 78-jarige leeftijd. Hij werd bijgezet in de Mariakerk van Wolfenbüttel.

## Huwelijken en nakomelingen
In 1515 huwde hij met zijn eerste echtgenote Maria (1496-1541), dochter van Hendrik van Württemberg, graaf van Montbéliard. Ze kregen elf kinderen:
- Margaretha (1516-1580), huwde in 1564 met hertog Jan van Münsterberg-Oels.
- Andreas (1517), jong gestorven
- Catharina (1518-1574), huwde in 1537 met markgraaf Johan I van Brandenburg-Küstrin
- Maria (1521-1539), abdis van de Abdij van Gandersheim
- Karel Victor (1525-1553)
- Filips Magnus (1527-1553)
- Julius (1528-1589), hertog van Brunswijk-Wolfenbüttel
- Hendrik, jong gestorven
- Johan, jong gestorven
- Joachim, jong gestorven
- Clara (1532-1595), eerst abdis van de Abdij van Gandersheim en huwde daarna in 1560 met hertog Filips II van Brunswijk-Grubenhagen

In 1556 huwde Hendrik met zijn tweede echtgenote Sophia (1522-1575), dochter van koning Sigismund I van Polen. Dit huwelijk bleef kinderloos.
Hendrik had eveneens een langdurige buitenechtelijke relatie met Eva von Trott (1505-1567), een hofdame van zijn eerste echtgenote Maria van Württemberg. Ze kregen in totaal tien kinderen.

## Voorouders
| Overgootouders                                    | Willem I van Brunswijk-Wolfenbüttel (1392-1482) ∞ Cecilia van Brandenburg (1405–1449)             | Willem I van Brunswijk-Wolfenbüttel (1392-1482) ∞ Cecilia van Brandenburg (1405–1449)             | Botho VII van Stolberg-Wernigerode (1375–1455) ∞ Anna van Schwarzburg (-)                         | Botho VII van Stolberg-Wernigerode (1375–1455) ∞ Anna van Schwarzburg (-)                         | Wartislaw IX van Pommeren (1400–1457) ∞ Sophia van Saksen-Lauenburg (-1462)       | Wartislaw IX van Pommeren (1400–1457) ∞ Sophia van Saksen-Lauenburg (-1462)       | Bogislaw IX van Pommeren-Stolp (1407-1446) ∞ Maria von Masowien (-)               | Bogislaw IX van Pommeren-Stolp (1407-1446) ∞ Maria von Masowien (-)               |
| Grootouders                                       | Willem II van Brunswijk-Wolfenbüttel (1425-1503) ∞ Elisabeth van Stolberg-Wernigerode (1428–1521) | Willem II van Brunswijk-Wolfenbüttel (1425-1503) ∞ Elisabeth van Stolberg-Wernigerode (1428–1521) | Willem II van Brunswijk-Wolfenbüttel (1425-1503) ∞ Elisabeth van Stolberg-Wernigerode (1428–1521) | Willem II van Brunswijk-Wolfenbüttel (1425-1503) ∞ Elisabeth van Stolberg-Wernigerode (1428–1521) | Erik II van Pommeren (1425–1474) ∞ Sophia van Pommeren-Stolp (-1497)              | Erik II van Pommeren (1425–1474) ∞ Sophia van Pommeren-Stolp (-1497)              | Erik II van Pommeren (1425–1474) ∞ Sophia van Pommeren-Stolp (-1497)              | Erik II van Pommeren (1425–1474) ∞ Sophia van Pommeren-Stolp (-1497)              |
| Ouders                                            | Hendrik I van Brunswijk-Wolfenbüttel (1463-1514) ∞ Catharina van Pommeren (–1526)                 | Hendrik I van Brunswijk-Wolfenbüttel (1463-1514) ∞ Catharina van Pommeren (–1526)                 | Hendrik I van Brunswijk-Wolfenbüttel (1463-1514) ∞ Catharina van Pommeren (–1526)                 | Hendrik I van Brunswijk-Wolfenbüttel (1463-1514) ∞ Catharina van Pommeren (–1526)                 | Hendrik I van Brunswijk-Wolfenbüttel (1463-1514) ∞ Catharina van Pommeren (–1526) | Hendrik I van Brunswijk-Wolfenbüttel (1463-1514) ∞ Catharina van Pommeren (–1526) | Hendrik I van Brunswijk-Wolfenbüttel (1463-1514) ∞ Catharina van Pommeren (–1526) | Hendrik I van Brunswijk-Wolfenbüttel (1463-1514) ∞ Catharina van Pommeren (–1526) |
| Hendrik II van Brunswijk-Wolfenbüttel (1489-1568) |                                                                                                   |                                                                                                   |                                                                                                   |                                                                                                   |                                                                                   |                                                                                   |                                                                                   |                                                                                   |